# Шлиссельбург (шмак)
«Шлиссельбург» — шмак Балтийского флота Российской империи. Находился в составе флота с 1741 года по большей части использовался для грузовых перевозок по Финскому заливу и гидрографических работ.

## Описание судна
Парусный шмак с деревянным корпусом.
Был одним из четырёх парусных судов в истории Российского императорского флота, носившим такое наименование. Также в составе Балтийского флота несли службу одноимённые линейные корабли 1714 и 1751 годов постройки, а также фрегат 1704 года постройки.

## История службы
Шмак «Шлиссельбург» был заложен на стапеле Новоладожской верфи и после спуска на воду в 1741 году вошёл в состав Балтийского флота России.
В кампании с 1742 по 1744 год состоял на грузовых перевозках между портами Финского залива.
В кампанию с 1745 года использовался для установки вех и баканов на фарватерах у Кронштадта, 23 августа (3 сентября) 1745 года пришел на помощь при крушении другого шмака «Дегоп».
В 1746 году вновь ставил вехи на фарватерах у Кронштадта.

## Командиры шмака
Командирами шмака «Шлиссельбург» в составе Российского флота в разное время служили:
- мастер Николай Греков (1745 год)[4];
- Родионов (1746 год).